# احضار: آخرین مراسم
احضار: آخرین مراسم (انگلیسی: The Conjuring: Last Rites) یک فیلم ترسناک فراطبیعی آمریکایی به کارگردانی مایکل چاوز با بازی پاتریک ویلسون و ویرا فارمیگا است. این دنباله فیلم احضار: شیطان مرا وادار کرد (۲۰۲۱) و نهمین قسمت از مجموعه فیلم‌های احضار می‌باشد. 
این فیلم قرار است در تاریخ ۵ سپتامبر ۲۰۲۵ در ایالات متحده اکران شود.